# Phanoperla srilanka
Phanoperla srilanka és una espècie d'insecte plecòpter pertanyent a la família dels pèrlids que es troba a Àsia: Sri Lanka.